# Scaevola collaris
Scaevola collaris är en tvåhjärtbladig växtart som beskrevs av Ferdinand von Mueller. Scaevola collaris ingår i släktet Scaevola och familjen Goodeniaceae. Inga underarter finns listade i Catalogue of Life.